# ガボール・タルマクシ
ガボール・タルマクシ（Gábor Talmácsi, 1981年5月28日 - ）は、ハンガリー・ブダペスト出身のオートバイレーサー。2007年のロードレース世界選手権125ccクラスチャンピオン。

## 経歴

### 初期
ボクシングを習っていたが、4歳の時に父親が組み立てたポケバイでレースを始めるようになる。その後ハンガリー国内選手権やヨーロッパ選手権で成功を収め、2001年にはロードレース世界選手権125ccクラスにフル参戦デビューを果たす。 Racing Service チームから、カスタマー仕様のホンダ・RS125を駆って参戦し、34ポイントを獲得しシリーズ18位に入った。翌2002年はイタルジェットチームに移籍したが、マシンのパフォーマンスに問題があり低迷、シーズン途中で PEV ADAC Sachsen チームに移籍し、再びホンダを駆ることになった。この再移籍は成功し、ブラジルGPではこの時点での自身最高位の4位を獲得することができた。
2003年は前年度チャンピオンチームのExalt Cycle アプリリア チームと契約を結ぶが、ドイツ人チームメイトのスティーブ・イェンクナーと同等の待遇を受けることができず、期待はずれの成績に終わった。タルマクシはチームのナンバー1ライダーとして扱われることを望み、翌2004年シーズンはマラグーティのワークスチームに移籍した。しかしマシンに競争力は無く、最高位はポルトガルGPでの7位に終わった。それでもタルマクシの走りは多くのチームの注目を集め、翌シーズンのオファーを受けることになった。

### 2005年: 初表彰台・初優勝
2005年は飛躍の年となった。レッドブル・KTMチームに移籍し、第5戦イタリアGPではファイナルラップにチームメイトのミカ・カリオ、アプリリアのエクトル・ファウベルを下して初優勝を遂げる。その後もダッチTT、カタールGPと勝利を重ねた。しかし後者での勝利は大きな問題となる。
シーズン残り4レースとなり、チームメイトのカリオにはトーマス・ルティを逆転しチャンピオンを獲得する可能性が大きく残っていた。そこでタルマクシには、カリオがより多くのポイントを獲得できるようにとチームオーダーが出された。レースではカリオがリード、2位にタルマクシが付けており、このままの順位で終わるはずだったが、ゴール間際でタルマクシがカリオをオーバーテイクしてしまう。レース後の記者会見でタルマクシは「あと1周残っていると思っていた」と弁解した。結局カリオはこのレースで失ったちょうど5ポイント差(1位と2位のポイント差)で、チャンピオンを逃すことになってしまった。KTMは翌シーズン、250ccチームへのステップアップをタルマクシに持ちかけていたが、この騒動が原因でそれも破談になってしまった。タルマクシはシリーズランキング3位でシーズンを終えた。

### 2006年: ヒューマンゲスト・ホンダ
前年度まで3年連続でホンダを駆るライダーがチャンピオンを獲得していることから、2006年シーズン、タルマクシはヒューマンゲスト・ホンダ・チームのオファーを受け、ファクトリー仕様のRS125Rを駆ることにした。しかし新シーズンに向けてホンダは全く開発を進めず、アプリリア勢が大きなアドバンテージを得ることになった。アルバロ・バウティスタが圧倒的な強さでチャンピオンを獲得し、タルマクシは準地元といえる第12戦チェコGPで3位を獲得するのが精一杯だった。

### 2007年: アスパー・アプリリアでチャンピオン獲得

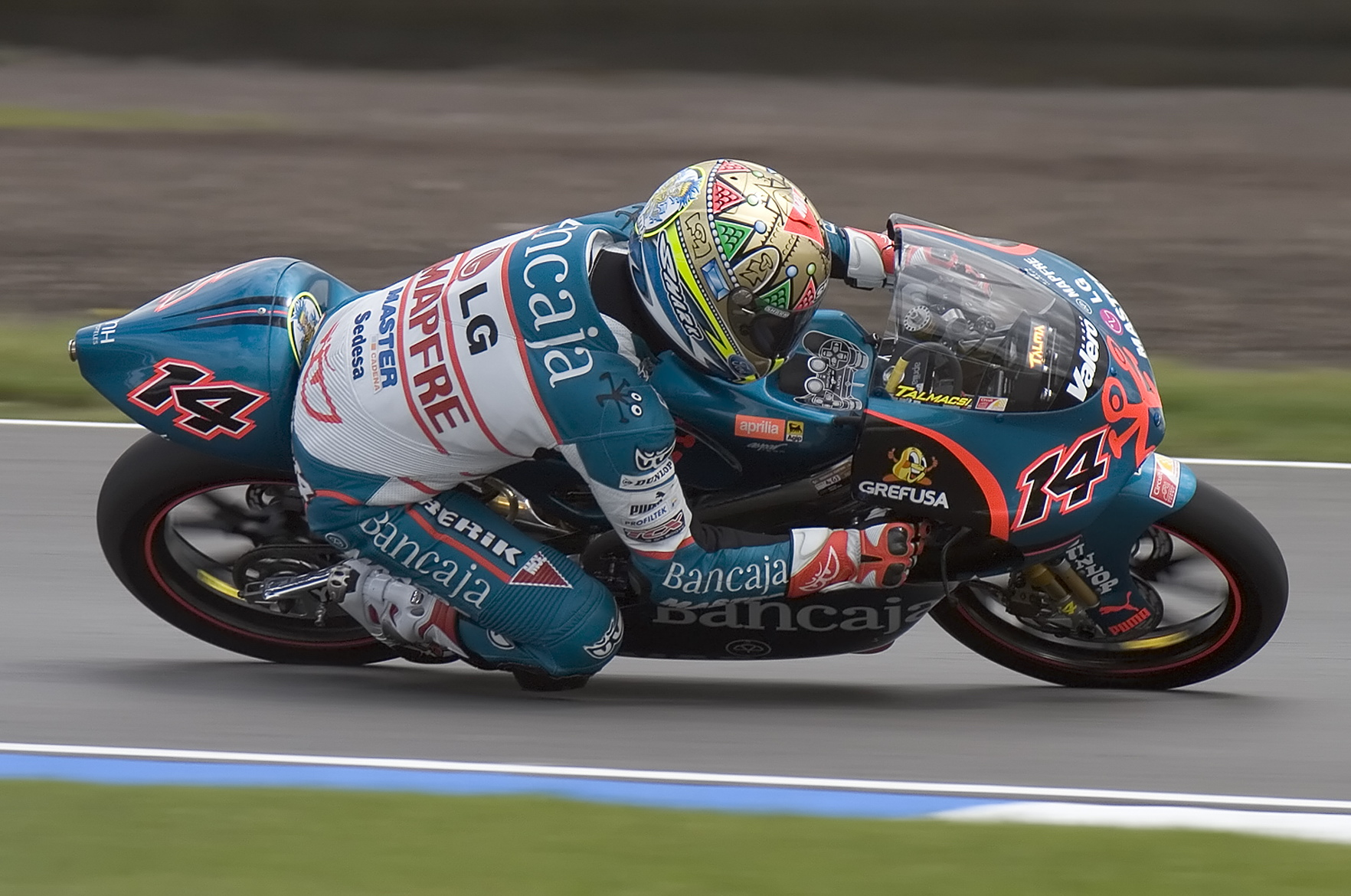
2007年 イギリスGP

#### シーズンの概要
2006年シーズン終盤に、タルマクシはホルヘ・マルチネス率いるアスパー・チームから翌年のオファーを受ける。同チームは2007年シーズンにライダーズランキング1・2位を独占する最強チームだった。
タルマクシには型落ちのアプリリアRSW125が与えられた。一方スペイン人チームメイトのエクトル・ファウベル、セルヒオ・ガデアは最新型のRSA125を使用した。RSAはRSWより少しだけ速かったが、当初は信頼性に問題を抱えており、このことがタルマクシに有利に働いた。ポラリス・ワールド・チームのマティア・パシーニもRSAを使用しており、序盤はエンジントラブルで多くのレースでリタイヤすることになった。エンジンが熟成されてきた後半戦では強さを見せ、9回のポールポジション、4勝を挙げたが、前半のノーポイントが響いてチャンピオンには届かなかった。しかしRSA勢の中でもファウベルだけは運良くトラブルを免れ、エンジンパワーを武器に勝利を重ねて、タルマクシの強力なライバルとなった。

#### 各レースの展開
序盤戦、タルマクシは上々の滑り出しを見せた。シーズン前のテストでの好調を維持し、開幕戦カタールGPでは2位に入る。第2戦スペインGPではデルビのルーカス・ペセックをフィニッシュライン寸前でかわしてシーズン初優勝を果たす。第3戦トルコGPではラファエル・デ・ロサと接触して5位に終わったが、ライバルたちはより下位に沈んだため、チャンピオン争いでのリードを広げることができた。
タルマクシのGP100戦目となった第4戦中国GPでは、マシンにマイナートラブルを抱えて4位に終わった。このレースではペセックが自身初優勝を遂げ、タルマクシはチャンピオン争いトップの座を奪われることになった。続く第5戦、第6戦でも4位に終わる。第7戦カタルニアGPではライバルのファウベルとペセックが絡んでクラッシュし、2位に入ったタルマクシは13ポイント差でチャンピオン争いのトップに返り咲くことになった。しかし第8戦イギリスGPではエンジントラブルでリタイヤに終わり、第9戦ダッチTTではファウベルに続く3位となった。
第10戦ドイツGPで挙げたシーズン2勝目は、ポールポジションからスタートし、ファステストラップを記録。後続に大きな差を付ける、この年最も完璧な勝利だった。次のラウンド、「準地元」と言える第11戦チェコGPが開催されたブルノには約30,000人ものハンガリー人サポーターが応援に駆けつけ、タルマクシもそれに応えて予選ではポールポジションを獲得したが、決勝では好調を維持できずに4位に終わり、ファウベルの優勝を許すことになった。
第12戦サンマリノGPではパシーニがレースを大きくリードし、タルマクシはシモーネ・コルシ、ファウベルと2位争いを展開した。残り2周となったとき、コルシとファウベルがクラッシュ・転倒し、2位でフィニッシュしたタルマクシは再びチャンピオン争いのトップに立った。
第13戦ポルトガルGPでは、ファウベルがファイナルラップの最終コーナー後にスリップストリームから抜け出てタルマクシを逆転し勝利を収めた。ウェットレースとなった第14戦日本GPではパシーニが優勝、タルマクシが2位、ファウベルが3位に入った。
第15戦オーストラリアGPでは新しいサスペンションのセッティングに苦しみ、この年完走した中では最下位となる8位に終わった。一方ファウベルはこのレースを3位で終え、タルマクシとのチャンピオン争いではわずか1ポイント差にまで詰め寄った。
残り2戦となった第16戦マレーシアGPではファウベルがポールポジション、タルマクシが2番グリッドからのスタートとなったが、スタートからタルマクシが飛び出して他者を大きくリード、貴重な3勝目を上げ、2位にはKTMの小山知良が入った。3位に終わったファウベルはタルマクシに10ポイント差を付けられて最終戦を迎えることになった。
最終戦バレンシアGP、タルマクシがポールポジションを獲得した。決勝ではファウベルが全力を尽くして勝利を果たしたが、きっちり2位を獲得したタルマクシが5ポイント差で逃げ切り、史上初のハンガリー人 (さらにはヨーロッパ中東部諸国でも初) ロードレース世界チャンピオンの栄誉に輝いた。首都ブダペストでは"タルマゲドン" ( Talmageddon ) と題された盛大な凱旋祝勝パーティーが開かれた。

### 2008年
2008年シーズン開幕を前に、タルマクシはアスパー・チームと2年間の延長契約を結んだ。1年目は125ccクラスでワークスマシンのRSA125を駆る権利を獲得し、2年目は無条件にアスパーの250ccクラスのチームにステップアップすることが約束された。
タイトル防衛を目指した2008年シーズンだったが、シーズン序盤にマシンの信頼性に問題を抱えて、チャンピオン争いで後れを取る。後半戦には復調し、前年と同じシーズン3勝を挙げたが、シリーズランキングは3位に終わった。

### 2009年
2009年は契約通り、250ccクラスにデビューを果たした。アスパー・チームではなく、バラトン・レーシング・チームからの参戦となったが、これは2010年からGP開催を目指していたハンガリーの新しいサーキット、バラトンリンクのスポンサードを受けたためであり、チームの運営母体はアスパーである。ところがアスパー側と契約がこじれ、わずか3戦の出場でチームを去ることになってしまった。

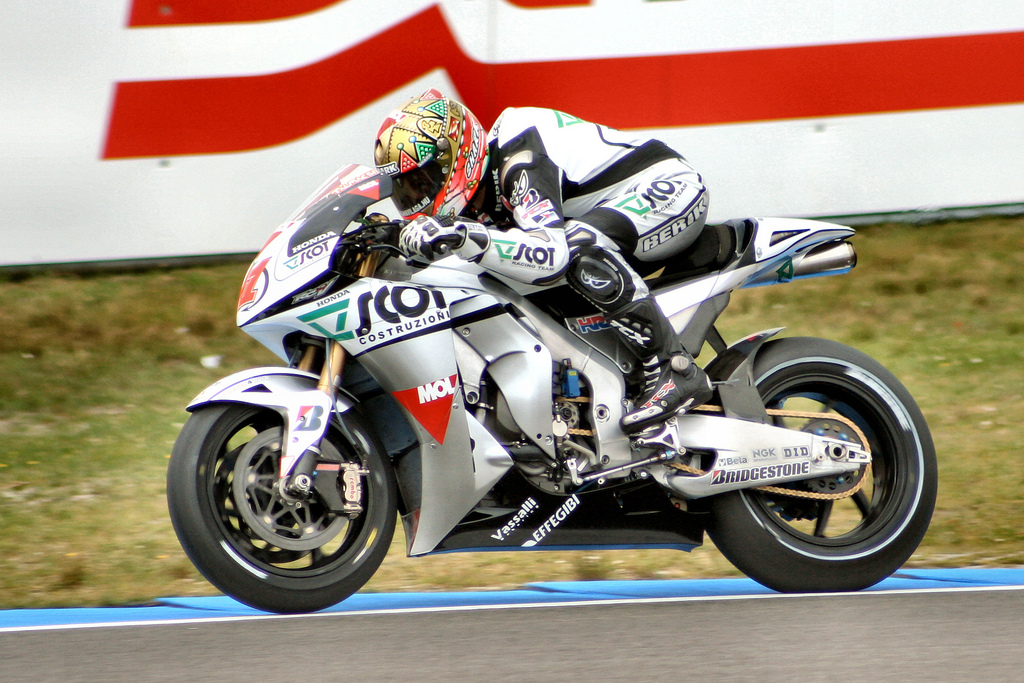
2009年 ダッチTT

一時的にシートを失ったタルマクシだったが、第6戦カタルニアGPからチーム・スコットよりMotoGPクラスにデビューした。当初は高橋裕紀のチームメイトを務める形であったが、第7戦直後にチーム・スコットが高橋との契約を打ち切ったことにより以降はタルマクシの1台体制となる。だがタルマクシの成績は芳しくなく、12戦に出場し完走順位が全て12位以下（リタイア1回）という形でシーズンを終えた。

### 2010年
2010年は250ccクラス後継のMoto2クラスに、元ライダーのルカ・ボスコスクーロ率いるイタリアのフィムコ・スピードアップチームから参戦した。チームメイトのアンドレア・イアンノーネ（シーズン3勝、シリーズ3位）ほど目立った活躍は出来なかったが、全17戦中15戦で完走、13戦でポイントを獲得する安定した走りを見せ、シリーズランキング6位を記録した。第13戦アラゴンGPで3位表彰台に立ったのがベストリザルト、第17戦ポルトガルGPではポールポジションを獲得した。

### 2011年
2011年シーズン、タルマクシはスペインのプロモレーシングが運営する「ジャック＆ジョーンズ・バイ・アントニオ・バンデラス」に移籍し、Moto2に継続参戦する予定であったが、チームは冠スポンサーのジャック＆ジョーンズを失ったことにより撤退してしまった。

## ロードレース世界選手権 戦績
| シーズン | クラス | チーム                               | バイク                | 出走 | 優勝 | 表彰台 | PP | FL | ポイント | シリーズ順位 |
| -------- | ------ | ------------------------------------ | --------------------- | ---- | ---- | ------ | -- | -- | -------- | ------------ |
| 2000年   | 125cc  |                                      | ホンダ                | 1    | 0    | 0      | 0  | 0  | 0        | -            |
| 2001年   | 125cc  | Racing Service                       | ホンダ                | 16   | 0    | 0      | 0  | 0  | 34       | 18位         |
| 2002年   | 125cc  | イタルジェット PEV Moto ADAC Sachsen | イタルジェット ホンダ | 15   | 0    | 0      | 0  | 0  | 20       | 22位         |
| 2003年   | 125cc  | Exalt Cycle                          | アプリリア            | 16   | 0    | 0      | 0  | 0  | 70       | 14位         |
| 2004年   | 125cc  | センプルッチ                         | マラグーティ          | 16   | 0    | 0      | 0  | 0  | 43       | 17位         |
| 2005年   | 125cc  | レッドブルKTM                        | KTM                   | 16   | 3    | 5      | 1  | 0  | 198      | 3位          |
| 2006年   | 125cc  | ヒューマンゲスト                     | ホンダ                | 16   | 0    | 1      | 0  | 0  | 119      | 7位          |
| 2007年   | 125cc  | バンカハ・アスパー                   | アプリリア            | 17   | 3    | 10     | 5  | 6  | 282      | 1位          |
| 2008年   | 125cc  | バンカハ・アスパー                   | アプリリア            | 17   | 3    | 9      | 4  | 2  | 206      | 3位          |
| 2009年   | 250cc  | バラトン・レーシング                 | アプリリア            | 3    | 0    | 0      | 0  | 0  | 28       | 18位         |
| 2009年   | MotoGP | スコット・レーシング                 | ホンダ                | 12   | 0    | 0      | 0  | 0  | 19       | 17位         |
| 2010年   | Moto2  | フィムコ・スピードアップ             | スピードアップ        | 17   | 0    | 1      | 1  | 0  | 109      | 6位          |
| 合計     |        |                                      |                       | 162  | 9    | 26     | 11 | 8  | 1128     |              |